# Establecimiento de los límites de la provincia de Entre Ríos

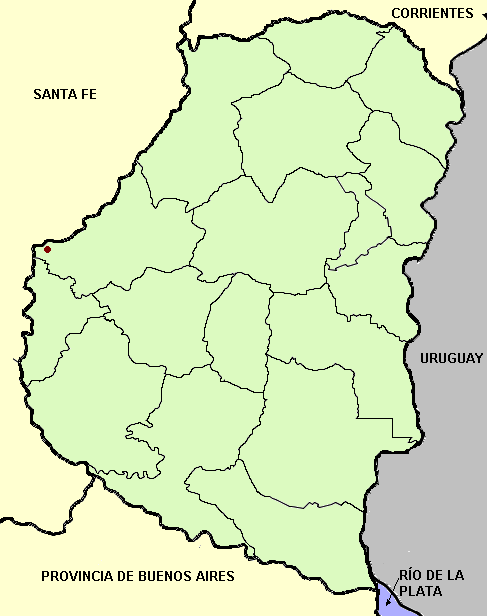
Provincia de Entre Ríos.

Los límites territoriales de la provincia de Entre Ríos en la República Argentina están definidos por leyes nacionales y tratados internacionales y se apoyan en cauces fluviales, excepto un tramo de 2,5 km de línea divisoria de límite seco con la provincia de Corrientes.

## Descripción de los límites territoriales
La provincia de Entre Ríos tiene límites internacionales con la República Oriental del Uruguay en los departamentos Federación, Concordia, Colón, Uruguay, Gualeguaychú e Islas del Ibicuy; y límites interprovinciales con la provincia de Corrientes en los departamentos La Paz, Feliciano y Federación; la provincia de Santa Fe en los departamentos: La Paz, Paraná, Diamante, Victoria y Gualeguay; y la provincia de Buenos Aires en los departamentos Gualeguay e Islas del Ibicuy. 
El límite con las provincias de Santa Fe y Buenos Aires se apoya en la línea de navegación del río Paraná —denominado río Paraná Guazú a partir de la separación del río Paraná de las Palmas— comenzando al norte en la boca de separación del riacho Espinillo y finalizando en la confluencia del canal de acceso al Paraná Guazú con el canal Principal del Río de la Plata. El límite con la provincia de Corrientes se apoya al oeste en el arroyo Basualdo, continuando por el río Guayquiraró, el brazo del Paraná denominado riacho Ingacito y remontando luego el riacho Espinillo hasta sus nacientes en el Paraná. Por el este se apoya en el arroyo Tunas y el río Mocoretá hasta su desembocadura en el embalse de Salto Grande. Entre ambos límites existe una línea divisoria de 2,5 km. La ley no ha establecido si los límites corren por la línea media o por el thalweg de estos cursos de agua o si rige la comunidad de aguas denominada álveo. El límite con Uruguay se apoya en la línea media que tenía el río Uruguay antes de llenarse el embalse de Salto Grande, desde la isla Brasilera hasta la represa de Salto Grande. Sigue luego por la vaguada del río Uruguay hasta el paralelo de punta Gorda, con excepción de la bifurcación del canal de la Filomena.

## Antecedentes a la definición de los límites

### Creación de la provincia de Entre Ríos
El 10 de septiembre de 1814 el director supremo de las Provincias Unidas del Río de la Plata, Gervasio Antonio de Posadas, dispuso por decreto separar de la gobernación intendencia de Buenos Aires a la provincia de Entre Ríos y a la provincia de Corrientes, erigiéndolas en gobernaciones intendencias con sus propios titulares y fijando sus jurisdicciones. 

Artículo 1: El territorio de Entre Ríos con todos los pueblos formará desde hoy en adelante una Provincia del Estado con la denominación de Provincia de Entre Ríos. Los límites de esta provincia serán: al norte la línea que entre los ríos Paraná y Uruguay, forma el río Corrientes en su confluencia con aquél hasta la del arroyo Aguarachi, y este mismo arroyo con el Curuzucuatiá, hasta su confluencia con el Miriñay, en las inmediaciones del Uruguay, al este el Uruguay y al sud y oeste el Paraná.
Decreto de creación de las provincias de Corrientes y de Entre Ríos

Sin embargo, el cabildo de la ciudad de Corrientes manifestó oposición reclamando mantener su jurisdicción hasta el río Guayquiraró, y el estado de guerra impidió la plena constitución de la nueva provincia. El 3 de noviembre de 1814 el cabildo gobernador escribió al director supremo:

...A este fin se dirige a V.E. esta Corporacion en consulta, en primer lugar si por confluencia con el Paraná del Rio Corriente se entienda (como cree este Cabildo por ser la vertiente, ó brazo principal de este Rio) el Arroyo denominado Espinillo, y en segundo, si esta confluencia del Rio Corriente con el Paraná [ilegible] en línea recta á la del Curuzú-Cuatiá con el Miriñay en las inmediaciones del Uruguay que sirva de divisorio de ambos territorios. Estas dudas le resultan a este Cabildo por serle enteramente desconocido el arroyo Aguarachí de que se hace referencia en la demarcación de límites, y que cayendo muy arriba, como puede ser, de la confluencia del Rio Corriente con el Paraná, se le hace a esta Provincia una desmembración enorme de su antiguo indisputable territorio que era hasta el Guaiquiraró...
Oficio del cabildo de Corrientes de 3 de noviembre de 1814

El arroyo Aguarachi, Aguarachí o Aguarachay es desconocido en la toponimia actual, estando rodeadas las fuentes del arroyo Curuzú Cuatiá por las fuentes de los arroyos Pelado y Ávalos, que suman sus aguas al arroyo Barrancas, unos de los afluentes del río Guayquiraró. 
La ciudad de Santa Fe continuó reclamando como parte de su jurisdicción los límites fijados en su acta de fundación:

(...) por jurisdicción de esta ciudad: (...) y hacia las partes de Tucumán cincuenta leguas a la tierra adentro desde las barrancas de este rio y de la otra parte del Paraná otras cincuenta.
Acta de fundación de Santa Fe

### La República de Entre Ríos
El arroyo Yeruá, el arroyo Lucas, el río Gualeguay, el arroyo Diego López, la cuchilla de Montiel hasta la confluencia del arroyo Basualdo con el río Guayquiraró continuó siendo de hecho el límite con el territorio de Misiones, y el Guayquiraró con la provincia de Corrientes, hasta la creación por Francisco Ramírez de la efímera República de Entre Ríos el 29 de septiembre de 1820, que unió a los territorios de la Mesopotamia argentina en un solo estado. Ramírez creó los departamento del Paraná, del Uruguay, de Corrientes, y de Misiones, anexando al primero el partido de Esquina, y al segundo el partido de Curuzú Cuatiá, el pueblo misionero de Mandisoví y el puerto de San Antonio del Salto Chico. 

### Restablecimiento de la provincia de Entre Ríos
Una vez disuelta la República de Entre Ríos, el congreso de Corrientes en su ley n.° 2 reafirmó su límite provincial hasta el río Guayquiraró. A partir del 16 de diciembre de 1821 Entre Ríos se consolidó como provincia y el gobernador Mansilla comunicó a su par de Corrientes el 21 de diciembre de 1821 que había dado órdenes al comandante de Esquina de ponerse provisoriamente a disposición de Corrientes. El límite norte fue fijado de manera provisional por el Tratado del Cuadrilátero, firmado el 25 de enero de 1822 por las provincias de Buenos Aires, Santa Fe, Entre Ríos, y Corrientes:

Artículo 3: (...) quedando divisorios provisoriamente de la de Entre Ríos y Corrientes, los arroyos Guayquiraró, Miriñay, Tranquera de Loreto, con el territorio de Misiones, sin perjuicio del derecho que defiende Santa Fé de las cincuenta leguas que su Representante dice corresponderle por su fundación, y fueron deslindadas hasta los mojones, o al menos hasta el río Corrientes, como los que tenga esta provincia a su favor, cuya decisión queda al soberano Congreso General.
Tratado del Cuadrilátero

El tratado reconoció al río Guayquiraró como límite de hecho con Corrientes, por lo que, habiendo ya reintegrado Esquina, Entre Ríos devolvió a esa provincia el partido de Curuzú Cuatiá, mientras que no definió el límite con esa provincia en las áreas misioneras al sur del río Miriñay que fueron anexadas por ambas, quedando de hecho la línea Guayquiraró-Mocoretá como límite con indefinición entre sus nacientes y la línea Basualdo-Tunas. El área misionera de Mandisoví y de San Antonio del Salto Chico quedó definitivamente integrada en Entre Ríos.

## Definición del límite con Corrientes
El 9 de febrero de 1843 las provincias de Corrientes y de Entre Ríos firmaron un tratado, en el que se precisó provisoriamente el límite de hecho entre ambas:

Art. 1 ° Los límites de la Provincia de Entre Ríos y Corrientes por ahora, y hasta que haya un arreglo general serán los rios Guayquiraró y Mocoretá, tirando una línea recta desde las puntas del 1° á las del 2° amojonándose para mejor inteligencia de sus respectivos límites.
Tratado de 1843 entre Corrientes y Entre Ríos

Pese a lo acordado en 1843, en 1859 el Gobierno de Corrientes publicó un mapa oficial con el límite en una línea entre el río Guayquiraró y el arroyo Tunas.
La ley nacional n.º 1149 sancionada el 22 de diciembre de 1881 fijó legalmente el límite con Corrientes reconociendo la posición sostenida por esta última provincia:

Art. 1°. Quedan fijados los límites de la Provincia de Corrientes, (...) al Sud por el Mocoretá, hasta el Arroyo "Las Tunas"; por este hasta sus nacientes, y una línea que corte la cuchilla de Basualdo hasta las nacientes del arroyo del mismo nombre; por esta corriente hasta su confluencia con el río Guayquiraró, y por el Guayquiraró hasta su desagüe en el Paraná.
Ley nacional n.º 1149

La ley nacional n.º 1149 fue confirmada por el Congreso Nacional al sancionarse el Digesto Jurídico Argentino el 21 de mayo de 2014 como ley DJA W-0052,

## El límite con la Provincia Buenos Aires
El límite con la Provincia de Buenos Aires había sido fijado en el río Paraná por el decreto de fundación de la provincia en 1814, sin definirse qué brazos del río lo portaban. En Entre Ríos se consideraba que el límite seguía el río Paraná Guazú y luego el río Paraná de las Palmas hasta el Río de la Plata, hasta que el 18 de diciembre de 1888 el gobierno de la provincia de Buenos Aires dictó el decreto reglamentario de la ley sobre venta de terrenos de islas, estableciendo 6 secciones insulares en el delta del Paraná y disponiendo la mensura de las islas:

Art. 1. Procédase á la mensura general de dichos terrenos, á cuyo efecto se subdividirán en seis secciones.

5.a Sección— Las situadas entre el Paraná de las Palmas, desde la boca del río Baradero, Paraná-Guazú. Paraná-Pavón, riacho de las Lechiguanas, Paraná de las Palmas y río Baradero.

6.a Sección— Las islas situadas entre el Paraná de las Palmas, riacho de las Lechiguanas, Paraná-Pavón y Paraná de las Palmas.
Art. 6. Los Agrimensores formarán un catastro de las poblaciones existentes, levantando al efecto una información sumaria de testigos. Deberán proyectar igualmente y proponer á la aprobación del P. E. la división más conveniente de las Islas, para anexarlas á los partidos existentes, así como la formación de dos ó más, nuevos, en las mismas Islas.

Debido a que la mensura se llevó a efecto en las islas de las Lechiguanas, el 31 de julio de 1891 el gobierno de Entre Ríos efectuó un reclamo sobre ellas considerándolas en su jurisdicción. Al ser ocupadas por la Policía Bonaerense Entre Ríos reclamó ante el ministro del interior (Indalecio Gómez) del gobierno nacional, por lo que el presidente Roque Sáenz Peña exigió el retiro de las fuerzas policiales bonaerenses. En 1892 el gobierno de Entre Ríos ordenó a los jefes policiales de Gualeguay y de Gualeguaychú que se opusieran a las mensuras. Para llegar a un acuerdo, en 1898 el gobierno de Entre Ríos designó a Enrique Carbó Ortíz y en 1902 la Provincia de Buenos Aires designó a Federico Pinedo.
En 1902 se firmó el Convenio Carbó-Pinedo, que establecía el canal de navegación del Paraná (el Paraná Guazú) como el límite interprovincial. Entre Ríos aprobó el convenio mediante una ley del 5 de enero de 1903, quedando en posesión de las islas de las Lechiguanas y abandonando su pretensión de límite en el Paraná de las Palmas, y dispuso que se sometiera el convenio al Congreso Nacional de acuerdo al inciso 14 del artículo 67 de la Constitución Nacional de Argentina. Sin embargo, el convenio fue rechazado por un decreto del gobernador de la Provincia de Buenos Aires el 29 de abril de 1910.
El 28 de enero de 1944 el Instituto Geográfico Militar dictaminó que el límite entre ambas provincias debía ser el Paraná propiamente dicho y no alguno de sus brazos, es decir, el canal de navegación. El 11 de noviembre de 1959 se firmó un convenio entre los gobernadores de ambas provincias (Oscar Alende por Provincia de  Buenos Aires y Raúl Lucio Uranga por Entre Ríos), ratificando el límite en los ríos Paraná y Paraná Guazú, aprobado por la legislatura entrerriana el 28 de noviembre de 1961 (ley N.° 4445), ratificado por la Provincia de Buenos Aires por ley N.° 7260/66 y puesto en vigencia por la sanción y promulgación del decreto-ley nacional N.° 18 000 del 13 de diciembre de 1968, reconocido como ley nacional por decreto 1319/76.

Artículo 1º - Fíjase el límite entre las provincias de Buenos Aires y Entre Ríos por el medio del canal de navegación del río Paraná desde el punto en que comienza el pequeño brazo de este río denominado arroyo Yaguarón, en el cual desagua el arroyo del Medio, siguiendo luego por aquel canal del Paraná hasta la unión del mismo con el brazo llamado Ibicuy, continuando después por el canal del Paraná Guazú hasta su desembocadura en el Río de la Plata.
 Artículo 2º - Corresponderán a Entre Ríos todas las islas que al 28 de enero de 1944 estaban situadas a la izquierda del canal referido en el artículo 1º y en los puntos donde existen dos canales, por el que a esa fecha haya tenido mayor tránsito; y corresponderán a Provincia de Buenos Aires todas las islas situadas a la derecha de dicho canal, de acuerdo a la demarcación efectuada en los anexos 1º y 2º del dictamen del Instituto Geográfico Militar del 28 de enero de 1944.
Ley N.° 18000

El 10 de enero de 1974 la provincia de Buenos Aires promulgó la ley N.° 8153 que dispuso la derogación de la ley 7260 de 1966, pero no llevó adelante acciones de desconocimiento del límite. Finalmente, el decreto-ley n.° 18000 fue confirmado por el Congreso Nacional al sancionarse el Digesto Jurídico Argentino el 21 de mayo de 2014 como ley DJA W-0738.

## El límite con Uruguay
El 7 de abril de 1961 fue firmado con la República Oriental del Uruguay el Tratado de Límites del Río Uruguay, precisando el límite en el río Uruguay. El tratado fue ratificado por el Congreso Nacional Argentino mediante la ley N.° 15868 sancionada el 13 de septiembre de 1961. Uruguay lo ratificó el 30 de diciembre de 1965 por medio de la ley Nº 13462, por lo que se hizo efectivo con el canje de ratificaciones el 19 de enero de 1966. La ley N.° 15868 fue confirmada por el Congreso Nacional al sancionarse el Digesto Jurídico Argentino el 21 de mayo de 2014 como ley DJA O-0545.
Desde la isla Brasilera, localizada en la desembocadura del río Cuareim en el río Uruguay, hasta la represa de Salto Grande, el límite se apoya en la línea media del cauce que tenía el río antes de la formación del embalse de Salto Grande. Esta línea hacía las inflexiones necesarias para dejar bajo una y otra jurisdicción las islas e islotes, pero las inflexiones fueron suprimidas al llenarse el embalse en 1979.

Art. 1. El límite entre la República Oriental de Uruguay y la República Argentina en el Río Uruguay, desde una línea aproximadamente normal a las dos márgenes del Río que pase por las proximidades de la punta sud oeste de la isla Brasilera hasta el paralelo de Punta Gorda, estará fijada en la siguiente forma:

1. Desde la línea anteriormente mencionada que pasa por las proximidades de la punta sudoeste de la isla brasilera hasta la zona del Ayuí (perfil donde se construirá la presa de Salto Grande) el límite seguirá la línea media del cauce actual de río. (...)
Tratado del Río Uruguay

Aguas abajo de la presa hasta el paralelo de punta Gorda, el límite internacional se apoya en el eje del canal principal del río. Sin embargo en el sector de las islas Filomenas se dispuso la vigencia de dos líneas límites: una de ellas, que corre por el canal del Medio; de este modo las islas Filomena Grande, Filomena Chica, Bassi, Palma Chica, Tres Cruces y los islotes Alba, Chingolo y dos más sin nombre, fueron reconocidas como uruguayas a pesar de encontrarse al oeste del límite y en aguas jurisdiccionales argentinas. La otra corre por la vaguada o canal de la Filomena, sirve para dividir las aguas. De esta forma, Uruguay mantuvo bajo su soberanía a las islas pobladas desde mucho tiempo atrás por orientales. Ambos países se reconocieron la más amplia libertad de navegación en el río Uruguay, incluyendo sus buques de guerra, y reafirmaron la libertad de navegación para los buques de todas las banderas (artículo 5).
Debido al litigio que Uruguay mantiene con el Brasil por la isla Brasilera, aquel país considera indefinido el punto tripartito de la frontera.
El 19 de noviembre de 1973 Argentina y Uruguay firmaron el Tratado del Río de la Plata y su Frente Marítimo que fijó el límite en el Río de la Plata. El tratado fue ratificado por Argentina por la ley N.° 20645 sancionada el 31 de enero de 1974, por Uruguay por decreto ley N° 14145 del 25 de enero de 1974 y entró en vigencia con el canje de ratificaciones el 12 de febrero de 1974. La ley 20645 fue confirmada por el Congreso Nacional Argentino al sancionarse el Digesto Jurídico Argentino el 21 de mayo de 2014 como ley DJA O-1006.
En el área correspondiente a Entre Ríos el límite del lecho y del subsuelo Río de la Plata quedó fijado por la línea que desde el punto de coordenadas 33° 55,0’ S-58° 25,3’ O situado en el paralelo de Punta Gorda une los puntos: 33° 57,3’ S-58° 24,3’ O, 34° 00,0’-S 58° 22,6’ O y 34° 02,3’ S-58° 20,7’ O (carta H-118 2° edición de 1972 del Instituto Geográfico Militar de Argentina), dejando bajo soberanía de Uruguay a la isla Juncal y a la isla Juncalito. De acuerdo al artículo 2 del tratado, el canal de acceso al río Uruguay -canal Principal- corresponde a aguas de uso común a ambos países, finalizando la jurisdicción exclusiva de las aguas argentinas a 500 m al oeste del veril occidental del canal.

## El límite con Santa Fe
Tras el acuerdo celebrado entre representantes de Entre Ríos y de Santa Fe el 17 de marzo de 1969 en la ciudad de Santa Fe, con la anuencia de la Comisión Nacional de Límites Interprovinciales, ratificado por la ley provincial de Entre Ríos n.º 8855, el 5 de septiembre de 1979 fue sancionado y promulgado el decreto ley nacional n.° 22067 que dispuso que el límite oeste se apoye en el canal de navegación del río Paraná. Debido a ello numerosas islas pasaron a la jurisdicción de Santa Fe, entre ellas: isla de los Pájaros, isla Pelada, isla Larga, isla La Paciencia, etc. El decreto-ley n.º 22067 fue confirmado por el Congreso Nacional al sancionarse el Digesto Jurídico Argentino el 21 de mayo de 2014 como ley DJA W-1200.

Artículo 1° - Fíjase el límite entre las provincias de Entre Ríos y Santa Fe en la línea media del canal principal de navegación del río Paraná, la que servirá de división del lecho del río, espejo de aguas e islas. Se considera canal principal de navegación el que surge del relevamiento del río Paraná editado a escala 1:50.000 por la Dirección Nacional de Construcciones Portuarias y Vías Navegables, actualizado a noviembre de 1968 en las planchas que llevan los números 1002, 1003, 1004, y 1005 juntamente con el convenio firmado el 17 de marzo de 1969 por ambas provincias, y que se agregan como Anexo I a la presente ley.

Artículo 2° - Quedarán en la provincia de Entre Ríos las islas situadas a la izquierda del canal de navegación definido en el artículo 1° y en la provincia de Santa Fe las que están a la derecha del referido canal.
Ley N.° 22067

Existen diferencias sobre la jurisdicción del grupo de islas formado por la isla de los Mástiles y por la isla La Carlota (hoy unidas), e islotes adyacentes, ubicadas al oeste del canal Destilería y que son reclamadas por las localidades santafesinas de Capitán Bermúdez (parte norte) y de Granadero Baigorria (parte sur), pero que administra Entre Ríos como parte del ejido municipal de Victoria. Santa Fe sostiene que el límite corre allí por el canal Destilería, como correspondía al momento de la sanción de la ley n.º 22067, que menciona en el área como pertenecientes a Santa Fe a las islas sin nombre n° 4 y sin nombre n° 5 (frente a Capitán Bermúdez). Para Entre Ríos el límite debe ser el cauce principal actual del río Paraná (paso Borghi), teniendo en cuenta que la costa entrerriana sufrió una fuerte erosión frente a las islas que hizo que el canal Destilería se desplazara hacia el este, lo cual se acentuó como consecuencia de la construcción del puente Rosario-Victoria y sucesivos dragados la línea de navegación del río Paraná.
También existe la disputa sobre un grupo de islas situadas frente al puerto de Rosario a una distancia de 1,5 km, en donde se halla el balneario El Banquito y otros paradores turísticos. Este grupo comprende la isla Ingeniero Sabino Corsi Norte (21,5 ha), Ingeniero Sabino Corsi Sur (18 ha) (ambas casi unidas), y General Juan Pistarini (5 ha), todas reclamadas por el municipio de Rosario, y que no existían al momento de establecerse el límite en 1979. Estas islas fueron empadronadas como dominio fiscal por la provincia de Santa Fe en 1994, pero son administradas por el municipio entrerriano de Victoria.